# Frente Popular Galega

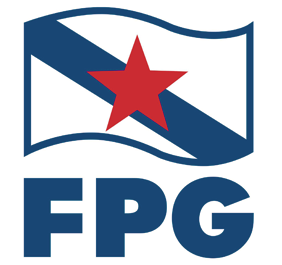
Oficiální logo strany 'Frente Popular Galega'

Frente Popular Galega, ve zkratce FPG (španělsky Frente Popular Gallego, v překladu do češtiny Lidová galicijská fronta) je galicijská politická strana se socialistickým a nacionalistickým zaměřením. Působí v Galícii, ve Španělsku.

## Historie
FPG vznikla v roce 1987 sloučením několika menších organizací. V roce 1989 se od FPG oddělila část podporující ozbrojený boj a vytvořila Assembleia do Povo Unido. Ve volbách do galicijského parlamentu v roce 2001 strana obdržela 3 176 hlasů (0,3 %), ve volbách do španělského parlamentu v roce 2004 2 257 hlasů (0,12 %) a ve volbách do galicijského parlamentu v roce 2005 2 982 hlasů (0,2 %).